# Order (börs)
Order, ett erbjudande om att sälja eller köpa instrument på en finansiell marknad. Budgivning på börsen sker genom att medlemmarna lägger in säljorder ifall de vill sälja ett antal instrument, köporder ifall de vill köpa. När en order kommer in kontrolleras det ifall det finns en matchande order i orderboken; i så fall blir det genast ett avslut. I annat fall placeras ordern in i orderboken i väntan på en matchande order.